# Five (álbum de Goodbye Mr. Mackenzie)
Five es el tercer álbum de la banda escocesa Goodbye Mr. Mackenzie. Tiene un borde áspero de lo que los álbumes anteriores, en parte debido a una gran influencia grunge.

## Lista de canciones
1. Hard
2. Bam Bam
3. Grip
4. Jim's Killer
5. Niagara
6. Touch the Bullseye
7. Day of Storms
8. Yelloueze
9. Bugdive
10. Normal Boy
11. Hands of the Receiver
12. Titanic